# Chiesa di Sant'Anna (Rapallo)
La chiesa di Sant'Anna è un luogo di culto cattolico situato nel quartiere omonimo, in via Sant'Anna, nel comune di Rapallo nella città metropolitana di Genova.
La chiesa è denominata localmente "chiesetta antica" per distinguerla dalla moderna parrocchiale omonima, quest'ultima costruita tra il 2004 e il 2016 nella zona più a sud del quartiere santannino. La sua parrocchia, istituita nel 1968 da monsignor Francesco Marchesani, è facente parte del vicariato di Rapallo-Santa Margherita Ligure della diocesi di Chiavari.

## Storia e descrizione

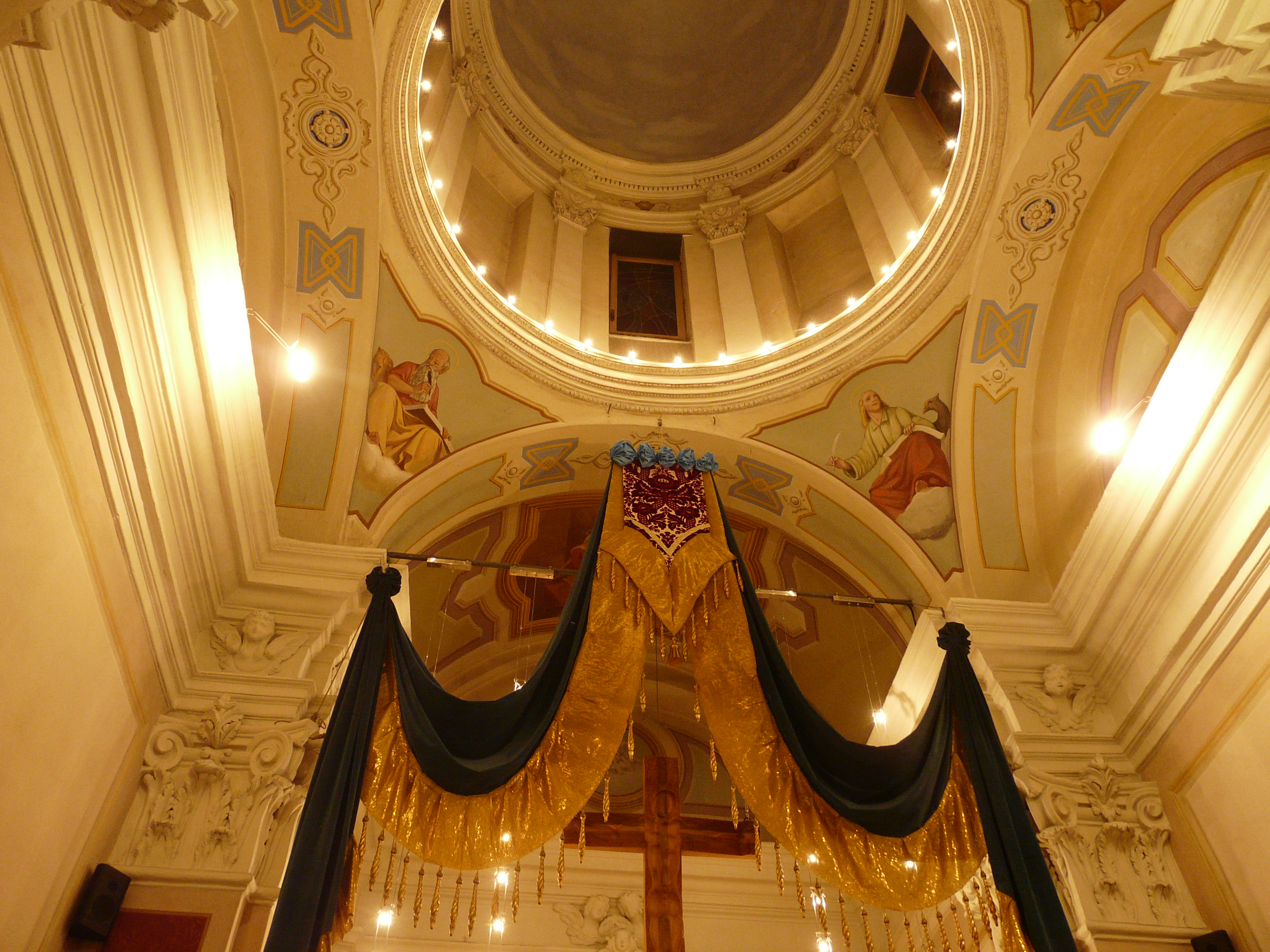
L'interno cupola illuminata in occasione delle festività patronali del 26 luglio 2012

L'edificazione della chiesetta, sita nell'omonima strada (l'antico tracciato della via Aurelia) e nel cuore del borgo più antico di Sant'Anna, fu voluta nel 1629 per volere del popolano locale Giovanni Maria Figari. Nonostante alcuni storici ipotizzino che sul luogo già esistesse un primitivo luogo di culto, nessun documento antecedente a tale data riporta l'esistenza di edifici religiosi nella zona di Sant'Anna; anche il noto visitatore apostolico monsignor Francesco Bossi, che compì i suoi viaggi nei luoghi di culto del comprensorio durante il 1582, non sosta o cita alcun edificio.
La prima citazione ufficiale della chiesa è datata al 25 agosto del 1642 dove il Senato della Repubblica di Genova, in occasione della festività di sant'Anna, concesse ai debitori di usufruire di una temporanea immunità di tre giorni prima e dopo la festa. A causa della caduta del tetto le celebrazioni liturgiche furono interrotte nei primi anni del XVIII secolo, ma dopo le opportune riparazioni, a carico degli abitanti della borgata, l'arcivescovo di Genova monsignor Nicolò Maria de' Franchi autorizzò nuovamente dal 2 agosto 1729 lo svolgimento delle cerimonie religiose nella chiesetta.
Una nuova sospensione delle celebrazioni fu decisa nel settembre del 1770 dall'arcivescovo genovese Giovanni Lercari, su espressa richiesta dei parroci di Santa Maria del Campo, San Pietro di Novella e dell'arciprete della parrocchia dei Santi Gervasio e Protasio di Rapallo. Nel corso delle violente alluvioni del 1911 e del 1915 subì diversi danni alla struttura, con danni agli arredi interni originali.